# Australian Capital Territory Railway
| Australian Capital Territory Railway | Australian Capital Territory Railway |
| ------------------------------------ | ------------------------------------ |
| Bahnhof Canberra                     |                                      |
| Streckenlänge:                       | 8 km                                 |
| Spurweite:                           | 1435 mm (Normalspur)                 |
|                                      |                                      |

Die Australian Capital Territory Railway ist eine Eisenbahnstrecke, die die australische Bundeshauptstadt Canberra mit der Eisenbahn in New South Wales verbindet.

## Strecke
Die Eisenbahnstrecke ist etwa acht Kilometer lang und in Normalspur ausgeführt, wie auch die benachbarte Eisenbahn in New South Wales, in die sie in Queanbeyan einmündet. Canberra wurde nach der Gründung des Australischen Bundes ab 1913 als Hauptstadt und Planstadt in einem Gebiet angelegt, das staatsrechtlich aus dem Bundesstaat New South Wales ausgegliedert und bundesunmittelbar organisiert wurde. Da es so rechtlich außerhalb von New South Wales liegt, sollte der Eisenbahnanschluss ebenfalls von New South Wales rechtlich unabhängig geschaffen werden. Dies geschah 1914 in der Rechtsträgerschaft der Commonwealth Railways, der damaligen Bundeseisenbahn. Die Strecke wurde in deren Auftrag durch das Ministerium für öffentliche Arbeiten des Staates New South Wales errichtet und am 25. Mai 1914 für den Güterverkehr eröffnet.
In den Händen der Eisenbahn von New South Wales lag und liegt auch der Betrieb auf dieser relativ kurzen Stichstrecke. Derzeit ist das die Rail Corporation New South Wales. Inhaber der Eisenbahninfrastruktur war in Nachfolge der Commonwealth Railways zunächst die Australian National, heute die Australian Rail Track Corporation.

## Bahnhof

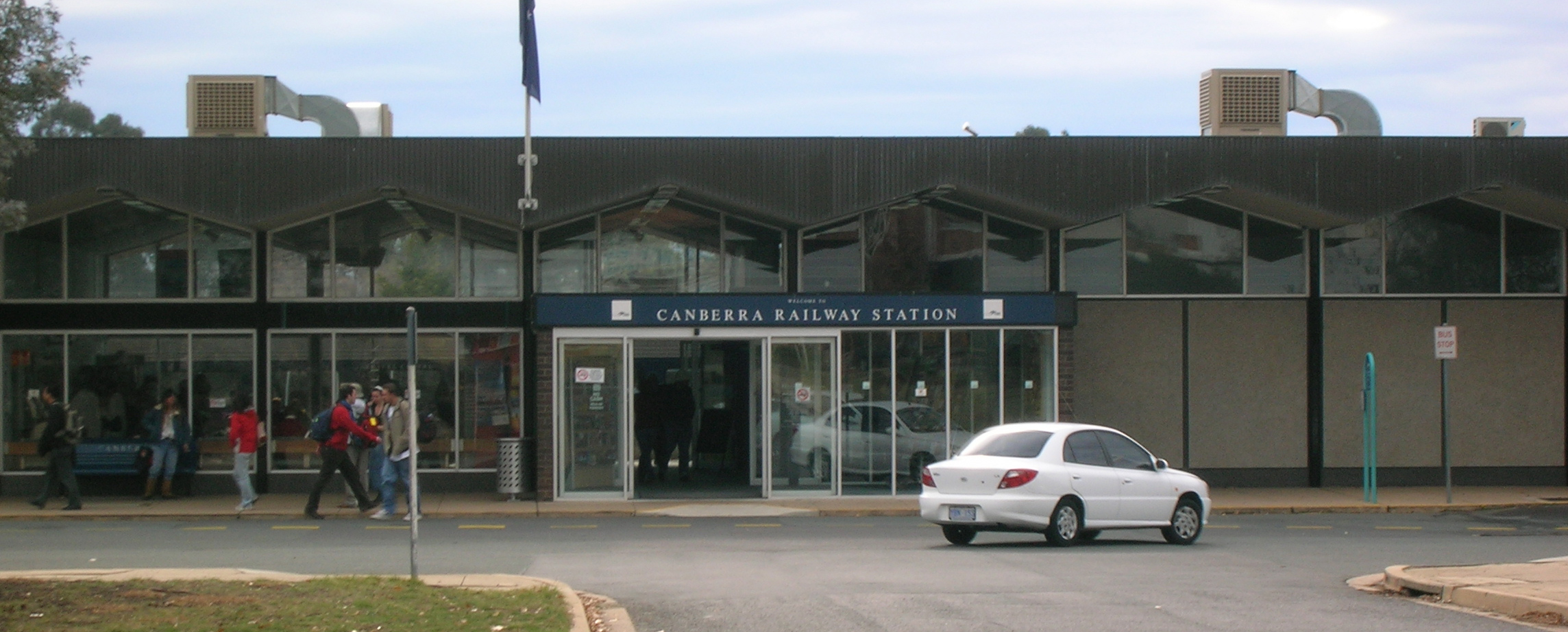
Empfangsgebäude von Canberra

Zu der Infrastruktur der Strecke gehört auch der Bahnhof Canberra, ein Kopfbahnhof und einziger Bahnhof im gesamten Gebiet der Hauptstadt Australiens. Nach dem ursprünglichen Konzept von Walter Burley Griffin hätte Canberra drei Bahnhöfe erhalten sollen, im Norden, Osten und Süden. Es blieb aber beim „Nordbahnhof“; die anderen Stationen wurden nie errichtet.
Als 1927 das Bundesparlament nach Canberra umzog, wurden die Eisenbahnverbindungen in die neue Hauptstadt verbessert und Schlafwagenverbindungen nach Sydney und Albury (und von dort aus weiter nach Melbourne) geschaffen. 1966 wurde das ursprüngliche Empfangsgebäude durch ein neues ersetzt.